# A magyar labdarúgó-válogatott 2012. szeptember 11-i mérkőzése
A magyar labdarúgó-válogatott világbajnoki-selejtező mérkőzése Hollandia ellen, 2012. szeptember 11-én. A végeredmény 4–1 lett a holland csapat javára.

## Előzmények
A magyar labdarúgó-válogatott szeptember 7-én megkezdte szereplését a  2014-es labdarúgó-világbajnokság-selejtezőjében, Andorra ellenében (5–0).
Érezhetően fel vannak pörögve a játékosok, az előjelek alapján úgy ítélem meg, hogy jobb esélyünk van a sikerre, mint másfél éve volt. (...) Azóta jobban összeszokott a társaság, és olyan meccsek is mögöttünk állnak, mint a svédek elleni Eb-selejtező, vagy az amszterdami találkozó. Szemernyi kétségem sincs afelől, hogy a játékosok mindent elkövetnek a pályán, ami erejükből telik. Szeretnénk megfelelni a saját és a szurkolók elvárásainak is, bízom benne, hogy a lefújás után mindenki elégedett lehet a látottakkal.
A holland válogatott Törökország csapatát fogadta az első fordulóban, és győzték le őket 2–0 arányban.
Ugyanúgy készülünk, mint a törökök ellen. Kielemeztük a magyarok legutóbbi két mérkőzését másodpercről másodpercre. Nem lesz könnyű dolgunk, rendkívül egységes a magyar csapat, amely legutóbbi négy mérkőzésén nem kapott ki. Semmiféleképpen nem szabad könnyedén venni a találkozót. Nagyon jó a csapatszellem, ez meglátszik az edzéseinken, Hollandia legjobb játékosaival dolgozom együtt.
Tabella a mérkőzés előtt
| Csapat       | M | Gy | D | V | G+ | G– | Gk | P |
| ------------ | - | -- | - | - | -- | -- | -- | - |
| Magyarország | 1 | 1  | 0 | 0 | 5  | 0  | +5 | 3 |
| Hollandia    | 1 | 1  | 0 | 0 | 2  | 0  | +2 | 3 |
| Románia      | 1 | 1  | 0 | 0 | 2  | 0  | +2 | 3 |
| Észtország   | 1 | 0  | 0 | 1 | 0  | 2  | –2 | 0 |
| Törökország  | 1 | 0  | 0 | 1 | 0  | 2  | –2 | 0 |
| Andorra      | 1 | 0  | 0 | 1 | 0  | 5  | –5 | 0 |

## Keretek
Egervári Sándor, a magyar labdarúgó-válogatott szövetségi kapitánya, augusztus 27-én hirdette ki 23 főből álló keretét a szeptemberi vb-selejtezőkre. A csapatba visszatért a korábbi csapatkapitány, Gera Zoltán is. Később több cserét kellett végrehajtani a keretben, sérülések miatt. Pintér Ádám és Szabics Imre helyére Koltai Tamás, illetve Gyömbér Gábor került be a keretbe. A mérkőzés előtt két nappal Mészáros Norbert, a meccs napján Laczkó Zsolt esett ki a csapatból sérülés miatt.
Louis van Gaal, Hollandia szövetségi kapitánya, augusztus 31-én hirdetett keretet.
| Magyarország     | Magyarország | Magyarország | Magyarország | Magyarország          |
| Név              | Kor          | Vál.         | Gól          | Klub                  |
| ---------------- | ------------ | ------------ | ------------ | --------------------- |
| Bogdán Ádám      | 24 éves      | 9            | 0            | Bolton Wanderers      |
| Király Gábor     | 36 éves      | 86           | 0            | 1860 München          |
| Megyeri Balázs   | 22 éves      | 0            | 0            | Olimbiakósz           |
| Halmosi Péter    | 32 éves      | 34           | 0            | Haladás               |
| Juhász Roland    | 29 éves      | 73           | 6            | Anderlecht            |
| Korcsmár Zsolt   | 23 éves      | 10           | 0            | Brann                 |
| Lipták Zoltán    | 27 éves      | 11           | 1            | Győri ETO             |
| Vanczák Vilmos   | 29 éves      | 64           | 2            | FC Sion               |
| Varga József     | 24 éves      | 14           | 0            | Debreceni VSC         |
| Dzsudzsák Balázs | 25 éves      | 46           | 9            | Gyinamo Moszkva       |
| Elek Ákos        | 24 éves      | 19           | 1            | Diósgyőr              |
| Gera Zoltán      | 33 éves      | 74           | 22           | West Bromwich Albion  |
| Gyömbér Gábor    | 24 éves      | 0            | 0            | Ferencváros           |
| Gyurcsó Ádám     | 21 éves      | 3            | 1            | Videoton              |
| Hajnal Tamás     | 31 éves      | 48           | 5            | VfB Stuttgart         |
| Koltai Tamás     | 25 éves      | 8            | 0            | Győri ETO             |
| Koman Vladimir   | 23 éves      | 22           | 6            | FK Krasznodar         |
| Szakály Péter    | 26 éves      | 3            | 0            | Debreceni VSC         |
| Németh Krisztián | 23 éves      | 9            | 0            | Roda JC               |
| Priskin Tamás    | 25 éves      | 40           | 12           | Alanyija Vlagyikavkaz |
| Szalai Ádám      | 24 éves      | 11           | 6            | Mainz 05              |

| Hollandia            | Hollandia | Hollandia | Hollandia | Hollandia          |
| Név                  | Kor       | Vál.      | Gól       | Klub               |
| -------------------- | --------- | --------- | --------- | ------------------ |
| Maarten Stekelenburg | 29 éves   | 51        | 0         | AS Roma            |
| Michel Vorm          | 28 éves   | 9         | 0         | Swansea City       |
| Jeroen Zoet          | 21 éves   | 0         | 0         | RKC Waalwijk       |
| John Heitinga        | 28 éves   | 82        | 7         | Everton            |
| Bruno Martins Indi   | 20 éves   | 2         | 0         | Feyenoord          |
| Daryl Janmaat        | 23 éves   | 1         | 0         | Feyenoord          |
| Joris Mathijsen      | 32 éves   | 83        | 3         | Feyenoord          |
| Ricardo van Rhijn    | 21 éves   | 2         | 0         | Ajax               |
| Nick Viergever       | 23 éves   | 1         | 0         | AZ                 |
| Ron Vlaar            | 27 éves   | 10        | 1         | Aston Villa        |
| Jetro Willems        | 18 éves   | 7         | 0         | PSV Eindhoven      |
| Jordy Clasie         | 21 éves   | 1         | 0         | Feyenoord          |
| Urby Emanuelson      | 26 éves   | 15        | 0         | AC Milan           |
| Adam Maher           | 19 éves   | 1         | 0         | AZ                 |
| Wesley Sneijder      | 28 éves   | 89        | 24        | Internazionale     |
| Kevin Strootman      | 22 éves   | 12        | 1         | PSV Eindhoven      |
| Luuk de Jong         | 22 éves   | 7         | 1         | B. Mönchengladbach |
| Klaas-Jan Huntelaar  | 29 éves   | 57        | 32        | Schalke 04         |
| Dirk Kuyt            | 32 éves   | 90        | 24        | Fenerbahçe         |
| Jeremain Lens        | 24 éves   | 5         | 1         | PSV Eindhoven      |
| Luciano Narsingh     | 21 éves   | 4         | 2         | PSV Eindhoven      |
| Arjen Robben         | 28 éves   | 62        | 17        | Bayern München     |
| Robin van Persie     | 29 éves   | 69        | 30        | Manchester United  |

 megjegyzés: Az adatok a mérkőzés előtti állapotnak megfelelőek.

## A mérkőzés
A találkozót a Puskás Ferenc Stadionban rendezték, 20:30-as kezdéssel. Rögtön a mérkőzés elején vezetést szerzett a vendég csapat, Jeremain Lens egy beadás után fejelt a magyar kapuba. Pár percre rá Dzsudzsák Balázs egyenlített ki, tizenegyesből. A 19. percben Bruno Martins Indi góljával újra Hollandia került előnybe. A szünetre 2–1-s vendég vezetéssel vonultak a csapatok. A második játékrész 8. percében Elek Ákos nagy hibáját Lens használta ki, ezzel növelve a holland vezetést. A 74. percben egy gyorsan elvégzett szabadrúgás után, Klaas-Jan Huntelaar szerzett gólt. A végeredmény: Magyarország–Hollandia 1–4.
Durva egyéni hibákat követtünk el ezen a mérkőzésen, de el kell ismerni, hogy jobb csapat volt velünk szemben a pályán ezen az estén, gratulálni kell az ellenfélnek a győzelemhez (...) Javulnunk kell, ez nem vitás. Látható volt a holland csapat ellen: nem vagyunk elég érettek arra, hogy felborítsuk a papírformát. Bízom benne, hogy az októberi mérkőzéseken már azok leszünk.
Tegnap is mondtam, hogy a góllövés fog számítani, nekünk ez hamar összejött, utána ugyan kaptunk egy tizenegyesgólt, de a magyar csapat a második félidőben szervezetlenül játszott, mi pedig többet is lőhettünk volna két gólnál. Két nehéz ellenféllel kezdtünk, a két meccsből hat pontot szereztünk, hat gólt lőttünk, és csak egyet kaptunk, azt is büntetőből. Összességében tehát elégedett vagyok.

### Az összeállítások
| 2012. szeptember 11. 20:30 |

| Magyarország                                        | 1 – 4               | Hollandia                                                      |
| --------------------------------------------------- | ------------------- | -------------------------------------------------------------- |
| Dzsudzsák 7' (11-esből) 37' Korcsmár 18' Juhász 29' | (1 – 2) Jegyzőkönyv | Lens 3' 53' Martins Indi 19' Huntelaar 74' Clasie 7' Maher 86' |

| Puskás Ferenc Stadion, Budapest Nézőszám: 22 000 Játékvezető: Pedro Proença (portugál) |

| Csapatszínek | Csapatszínek | Csapatszínek |
| Csapatszínek |              |              |
| Csapatszínek |              |              |
|              |              |              |
| Magyarország |              |              |

| Csapatszínek | Csapatszínek | Csapatszínek |
| Csapatszínek |              |              |
| Csapatszínek |              |              |
|              |              |              |
| Hollandia    |              |              |

| MAGYARORSZÁG:        |    |                  |                   |
|                      |    |                  |                   |
| K                    | 1  | Bogdán Ádám      |                   |
| JV                   | 3  | Vanczák Vilmos   |                   |
| V                    | 4  | Juhász Roland    | 29'               |
| V                    | 2  | Lipták Zoltán    |                   |
| BV                   | 6  | Elek Ákos        | 61'               |
| VKP                  | 8  | Varga József     |                   |
| VKP                  | 21 | Korcsmár Zsolt   | 18'               |
| JSZ                  | 11 | Koman Vladimir   | a szünetben       |
| KTK                  | 10 | Gera Zoltán      | 80'               |
| BSZ                  | 7  | Dzsudzsák Balázs | 7' (11-esből) 37' |
| CS                   | 5  | Priskin Tamás    |                   |
| Cserék:              |    |                  |                   |
| CS                   | 9  | Szalai Ádám      |                   |
| K                    | 12 | Király Gábor     |                   |
| V                    | 13 | Halmosi Péter    |                   |
| KP                   | 15 | Szakály Péter    |                   |
| KP                   | 16 | Gyömbér Gábor    |                   |
| KP                   | 17 | Gyurcsó Ádám     | 61'               |
| V                    | 18 | Laczkó Zsolt     |                   |
| KP                   | 19 | Koltai Tamás     |                   |
| KP                   | 20 | Hajnal Tamás     | a szünetben       |
| K                    | 22 | Megyeri Balázs   |                   |
| CS                   | 23 | Németh Krisztián | 80'               |
| Szövetségi kapitány: |    |                  |                   |
| Egervári Sándor      |    |                  |                   |

| HOLLANDIA:           |    |                      |                 |
|                      |    |                      |                 |
| K                    | 1  | Maarten Stekelenburg |                 |
| JV                   | 2  | Ricardo van Rhijn    |                 |
| V                    | 3  | Ron Vlaar            |                 |
| V                    | 4  | Bruno Martins Indi   | 19' 64'         |
| BV                   | 5  | Jetro Willems        |                 |
| VKP                  | 6  | Jordy Clasie         | 7'              |
| KP                   | 8  | Kevin Strootman      | 78'             |
| KP                   | 10 | Wesley Sneijder      |                 |
| JSZ                  | 7  | Luciano Narsingh     |                 |
| CS                   | 9  | Robin van Persie     | a szünetben     |
| BSZ                  | 17 | Jeremain Lens        | 3' 53'          |
| Cserék:              |    |                      |                 |
| CS                   | 11 | Arjen Robben         |                 |
| V                    | 12 | Daryl Janmaat        |                 |
| V                    | 13 | John Heitinga        |                 |
| V                    | 14 | Joris Mathijsen      | 64'             |
| V                    | 15 | Nick Viergever       |                 |
| CS                   | 16 | Luuk de Jong         |                 |
| KP                   | 18 | Adam Maher           | 78' 86'         |
| CS                   | 19 | Klaas-Jan Huntelaar  | a szünetben 74' |
| KP                   | 20 | Urby Emanuelson      |                 |
| CS                   | 21 | Dirk Kuyt            |                 |
| K                    | 22 | Michel Vorm          |                 |
| K                    | 23 | Jeroen Zoet          |                 |
| Szövetségi kapitány: |    |                      |                 |
| Louis van Gaal       |    |                      |                 |

## Statisztika
| Magyarország |                   | Hollandia |
| ------------ | ----------------- | --------- |
| 1            | Gólok             | 4         |
| 5            | Összes lövés      | 12        |
| 3            | Kapura lövések    | 6         |
| 60%          | Lövéspontosság    | 50%       |
| 4            | Szögletek         | 1         |
| 13           | Szabálytalanságok | 12        |
| 3            | Sárga lapok       | 2         |
| 0            | Piros lapok       | 0         |

További eredmények
| 2012. szeptember 11. | Románia     | 4 – 0 | Andorra    |
| 2012. szeptember 11. | Törökország | 3 – 0 | Észtország |

Tabella a mérkőzés után
| Csapat       | M | Gy | D | V | G+ | G– | Gk | P |
| ------------ | - | -- | - | - | -- | -- | -- | - |
| Románia      | 2 | 2  | 0 | 0 | 6  | 0  | +6 | 6 |
| Hollandia    | 2 | 2  | 0 | 0 | 6  | 1  | +5 | 6 |
| Magyarország | 2 | 1  | 0 | 1 | 6  | 4  | +2 | 3 |
| Törökország  | 2 | 1  | 0 | 1 | 3  | 2  | +1 | 3 |
| Észtország   | 2 | 0  | 0 | 2 | 0  | 5  | –5 | 0 |
| Andorra      | 2 | 0  | 0 | 2 | 0  | 9  | –9 | 0 |

## Örökmérleg a mérkőzés után
| Magyarország |           | Hollandia |
| ------------ | --------- | --------- |
| 5            | Győzelem  | 9         |
| 2            | Döntetlen | 2         |
| 28           | Gólok     | 43        |
| 17/48        | Pontok    | 29/48     |
| 35,4%        | %         | 60,4%     |